# Paratrăsnet

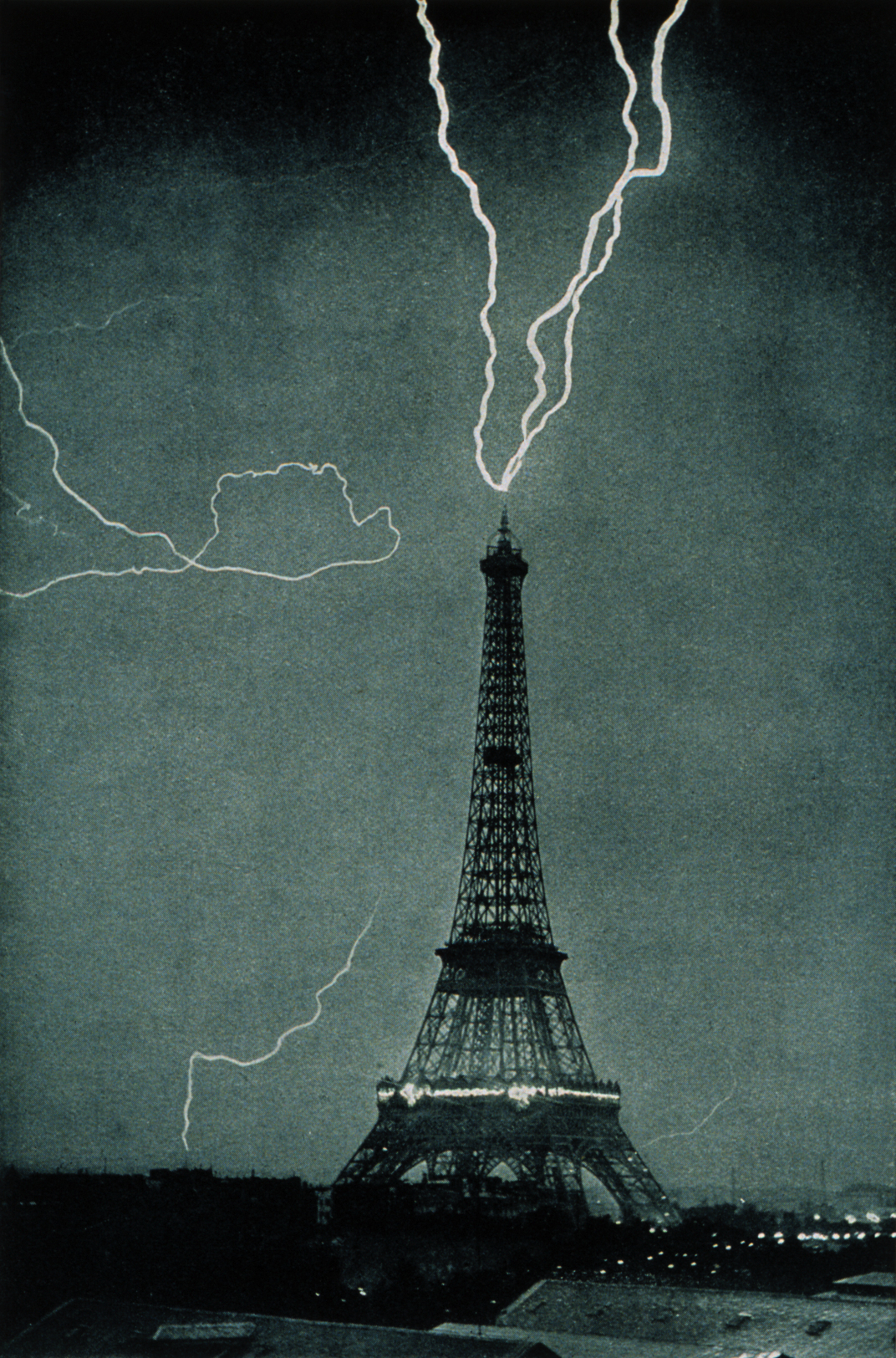
„Turnul Eiffel, paratrăsnet gigant”, fotografie din 3 iunie 1902

Paratrăsnetul este o instalație de protecție a construcțiilor și a instalațiilor împotriva efectelor produse de loviturile directe de trăsnet. Curentul se scurge din paratrăsnet în pământ. Se mai numește paratoner sau parafulger. Benjamin Franklin a fost primul care a intuit și a pus fulgerul și trăsnetul pe seama electricității. În anul 1749, a publicat două studii referitoare la aceste fenomene ale naturii propunându-și să încerce o captare a electricității adunate în nori în timpul furtunilor.
Ideea de a atrage fulgerul printr-un stâlp de metal, ascuțit la vârf și de a-l descărca în pământ printr-o sârmă a părut deosebit de simplă. Primul paratrăsnet a fost construit și așezat pe casa lui din Philadelphia. Primită mai întâi cu rezervă, această invenție s-a răspândit apoi în toată lumea alungând spaima oamenilor față de aceste fenomene ale naturii. În Europa s-a răspândit ideea datorită lui Prokop Diviš în 1754.
Paratrăsnetele sunt utilizate atât pentru protecția construcțiilor civile sau industriale, cât și pentru protejarea unor spații deschise. Acestea sunt fabricate din materiale de înalta calitate (inox), rezistente la coroziune, având o durata de viață extrem de mare.
Se recomandă instalarea paratrăsnetului pe proeminențele cele mai ridicate ale clădirii protejate.
PDA-urile ce asigura protecția spațiilor deschise (teren de golf, piscină, camping, etc.), trebuie montate pe suporți speciali, de genul stâlpi de iluminat, catarge, piloni sau pe o structura învecinată ce permite PDA-ului să protejeze întreaga zona. Cu cât este instalat mai sus, cu atât va proteja o suprafață mai mare, cu aceeași putere.
Paratrăsnetele sunt de 3 tipuri:
1) paratrăsnet clasic
2) paratrăsnet cu dispozitiv de amorsare (PDA)
3) mixte, care se compun din elemente clasice și paratrăsnete PDA
Cele mai folosite sunt cele tip PDA, acestea fiind mai eficiente, mai ușor de instalat, mai ieftine și mai estetice.
Cum funcționează un paratrăsnet?
Formarea unui paratrăsnet are loc că urmare a creșterii câmpului electric peste o valoare critică. Această energie naturală este acumulată de dispozitivul de amorsare al paratrăsnetului, care astfel rămâne în situație de pre-control. Pe măsură ce descărcarea se apropie, are loc o creștere bruscă și intensă de câmp electric, ceea ce generează o zona de risc de impact. Dacă această zona se găsește în zona de protecție a paratrăsnetului, variația bruscă a câmpului electric declanșează simultan sistemul de control al paratrăsnetului care, sincronizat cu apropierea fulgerului, furnizează o cale de descărcare sigură și controlată spre pământ.
Un criteriu foarte important de care ținem cont când alegem tipul de PDA este avansul de amorsare ΔT (exemplu: 15μs, 30μs, 45μs, 60μs).
Componentă instalației de protecție a paratrăsnetului:
- dispozitiv de captare PDA, catarg cu sistem de fixare pe clădire/stâlp
- coborârea conductorului tip  platbanda sau rotund, clemele de fixare pe clădire, acoperiș sau pereți
-priză de pământ
Vârful unui paratrăsnet trebuie să fie cu cel puțin 2 m - 3 m  deasupra zonei ce trebuie protejate (inclusiv obiectele instalate pe acoperiș: coșuri de fum, antene, etc.). Înălțimea de 2 m este cea minimă și poate asigura o rază minimă de protecție . În funcție de înălțimea relativă a paratrăsnetului față de obiectele de pe acoperiș, acesta poate avea raze de protecție diferite. Se poate întâmpla să fie nevoie de două sau mai multe paratrăsnete.
Fiecare paratrăsnet PDA este legat la pământ prin cel puțin două coborâri (conductoare), dintre care una ar putea fi naturală. Coborârile sunt instalate de regulă pe partea exterioară a structurii protejate. La 2 m înălțime deasupra solului, conductorul de coborâre este întrerupt, legătură electrică la priza de pământ fiind realizată cu o piesă de separație de alamă. Pentru protejarea conductorului de coborâre, pe porțiunea de 2 m de sub piesă de separație se montează o teacă de protecție cu lungimea de 2 m din inox. Fiecare coborâre a unui Paratrăsnet este legată la o priză de pământ proprie.